# سرپیر (بروجن)
سرپیر (بروجن)، روستایی از توابع بخش گندمان شهرستان بروجن در استان چهارمحال و بختیاری ایران است.

## جمعیت
این روستا در دهستان دوراهان قرار دارد و براساس سرشماری مرکز آمار ایران در سال ۱۳۸۵، جمعیت آن ۱۳۹ نفر (۲۸خانوار) بوده‌است.